# Nikolaikirche (Lauchhammer)

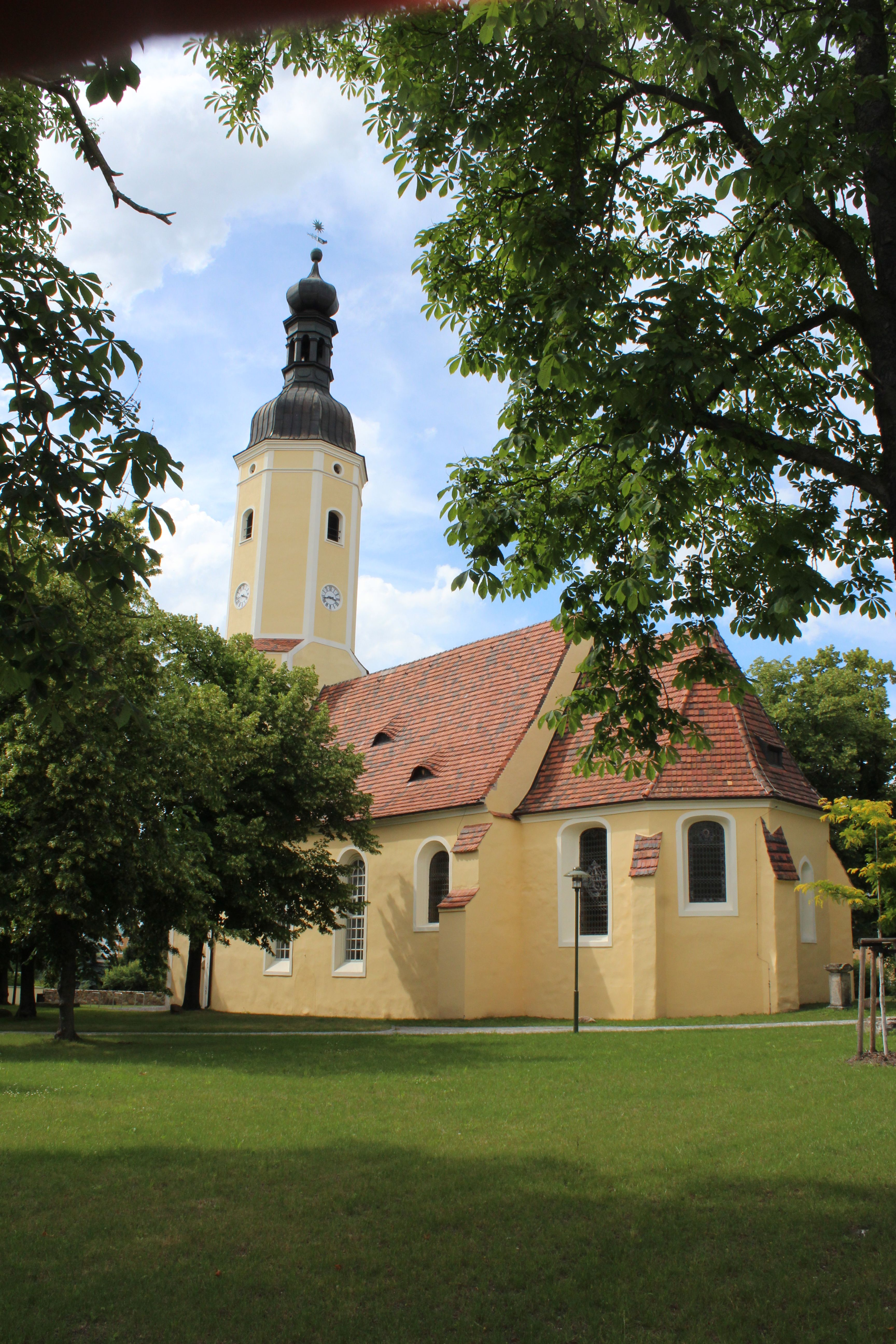
Nikolaikirche

Die evangelische Nikolaikirche ist ein in der Denkmalliste des Landes Brandenburg eingetragenes Baudenkmal in Lauchhammer-Mitte.

## Geschichte
Der Glockenturm als ältester Teil der Nikolaikirche hat seinen Ursprung in einem im 15. Jahrhundert errichteten Festungsturm, der aus den Steinen eines in jener Zeit zerstörten Vorgängerbaus der heutigen Kirche entstand. Die neue Kirche entstand auf dem Gelände nach dem Dreißigjährigen Krieg mit Unterstützung der Mückenberger Herrschaft, zu der das Dorf Bockwitz (Lauchhammer-Mitte) gehörte. 1720 erfolgte eine Erhöhung des Turmes auf 48 Meter.
In der Turmhalle befindet sich das Steinbild eines auf eine Streitaxt gestützten knienden unbekannten Ritters aus dem 16. Jahrhundert mit dem Wappen des Adelsgeschlechts von Schleinitz, das in Mückenberg bis in das 18. Jahrhundert ansässig war.
An der Nordseite der Kirche befindet sich ein begehbarer Gruftanbau für Freifrau Benedicta Margareta von Löwendal (1686–1776), ihren Ehemann Freiherr Woldemar von Löwendal (1660–1740) und ihre vier frühzeitig verstorbenen Kinder. Darüber befindet sich eine Patronatsloge.
Ihr heutiges Aussehen besitzt die Nikolaikirche etwa seit 1790.
Das Bauwerk erfuhr von 1987 bis 1992 mit Unterstützung der Stadt Lauchhammer und ortsansässiger Betriebe umfangreiche Restaurierungsarbeiten, einschließlich der Ausmalung des Orgelprospekts.

## Orgel
Die Orgel wurde 1938 von der Werkstatt Emil Hammer Orgelbau hinter dem historischen Orgelprospekt aus dem Jahre 1730 errichtet. Sie ist wie folgt disponiert:
| I Hauptwerk   |       |
| Quintadena    | 16′   |
| Prinzipal     | 8′    |
| Gemshorn      | 8′    |
| Singd. Gedack | 8′    |
| Praestant     | 4′    |
| Waldflöte     | 2′    |
| Superoktave   | 2′    |
| Superoktave   | 2′    |
| Rohrnasat     | 2 ⁄3′ |
| Mixtur III–IV |       |

| II Oberwerk  |    |
| Koppelflöte  | 8′ |
| Krummhorn    | 8′ |
| Blockflöte   | 4′ |
| Sesquialtera | 2′ |
| Krummhorn    | 4′ |
| Glöckleinton | 2′ |

| Pedal C–d1    |     |
| Subbass       | 16′ |
| Oktavbass     | 8′  |
| Choralbass    | 4′  |
| Gedacktpommer | 4′  |
| Nachthörnlein | 2′  |
| Trompete      | 8′  |

- Koppeln:
  - Normalkoppeln: II/I, I/P, II/P

## Kriegerdenkmal

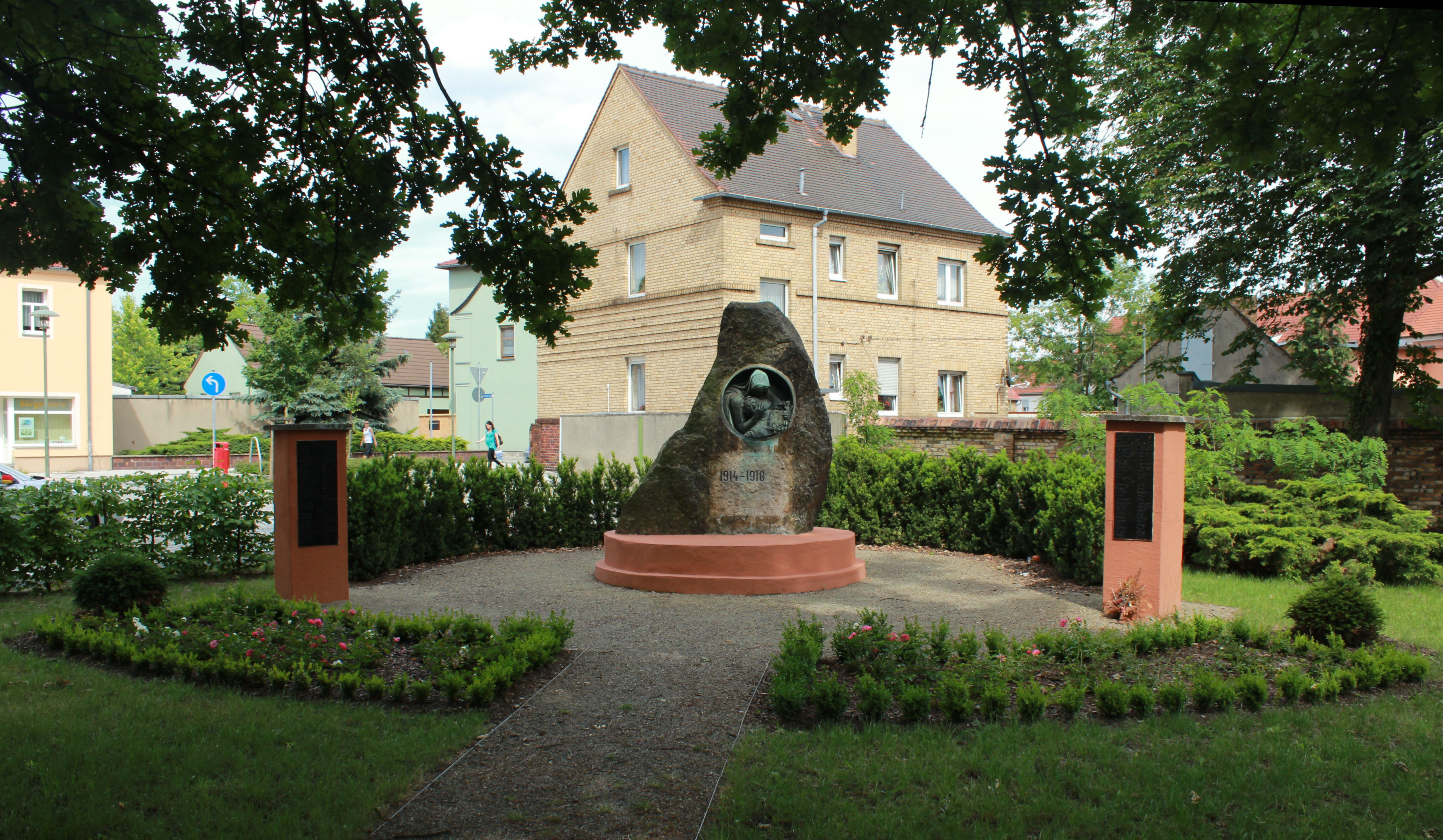
Kriegerdenkmal

Nahe der Nikolaikirche liegt der inzwischen zu einer Parkanlage umgestaltete Kirchhof des Dorfes Bockwitz mit einem Kriegerdenkmal für die Bockwitzer Kriegsopfer des Ersten Weltkriegs. Es besteht aus einem etwa 110 Zentner schweren Findling mit dem Relief einer trauernden Mutter. Links und rechts des Steins befinden sich zwei Steinsäulen mit Namenstafeln. Die Gedenkstätte war ursprünglich in der vorderen Hälfte von einem kleinen Zaun umgeben und die Säulen wurden von Kreuzen gekrönt.